# Kevin Owens
Kevin Yanick Steen (sinh ngày 7 tháng 5 năm 1984) là một đô vật chuyên nghiệp người Canada, anh ký hợp đồng với WWE dưới cái tên Kevin Owens. Anh hiện đang là Nhà vô địch Mỹ ở WWE. Trước khi ra mắt WWE vào tháng 5 năm 2015, Kevin Owens đã thi đấu trong NXT (chi nhánh phát triển của WWE), nơi anh đã từng là Nhà vô địch NXT.

## Trong đấu vật
- Tuyệt chiêu kết liễu 
  -  Khi là Kevin Owens 
    - Pop-up powerbomb[5]
    - Powerbomb lên cạnh sàn

  -  Khi là Kevin Steen 
    - Crossface[8] – 2010
    - F-Cinq[9] (ROH) / Deep Sea Diverticulitis[10] (PWG) (Spin-out fireman's carry facebuster)[11][12][13] – 2012–2014
    - Package piledriver,[4][14] đôi khi từ dây trên cùng[15]
    - Sharpshooter[6]
    - Steenalizer (Package fallaway powerbomb,[4][14] đôi khi trong turnbuckles)[16]
- Tuyệt chiêu riêng 
  - Fallaway slam onto the barricade[17][18][19]
  - Go Home Driver[4] (ROH / PWG) / Scoop lift spun out into an over the shoulder back-to-belly piledriver[4][14] (WWE)
  - High-angle senton bomb[4][14]
  - Jumping double knee facebreaker[20][21]
  - Moonsault,[4][14] sometimes while performing a double jump[22]
  - Multiple suplex variations
    - German[20]
    - Sidewinder Suplex (Swinging leg hook belly-to-back suplex)[14][23]
    - Sleeper[24][25]
    - Swinging fisherman from the top rope[20][26][27][28] – usually used as a superplex counter

  - Package lift spun into a sidewalk slam[20][29][30] – 2015–nay
  - Powerbomb into the ring apron[20][31][32] – usually used to cause a storyline injury
  - Running cannonball[14]
  - Running senton[33]
  - Single knee fireman's carry gutbuster[34][35][36]
  - Sitout scoop slam[37]
  - Somersault leg drop[4][14]
  - Somersault plancha[17][28][31]
  - Steen Breaker[14] (ROH / PWG) / Pumphandle neckbreaker[38][39] (WWE)

```
Kevin còn có truyệt chiêu Stunner, chiêu cực kì mạnh. Đây là truyệt chiêu kết thúc của Kevin.
```

## Các chức vô địch và danh hiệu
- All American Wrestling

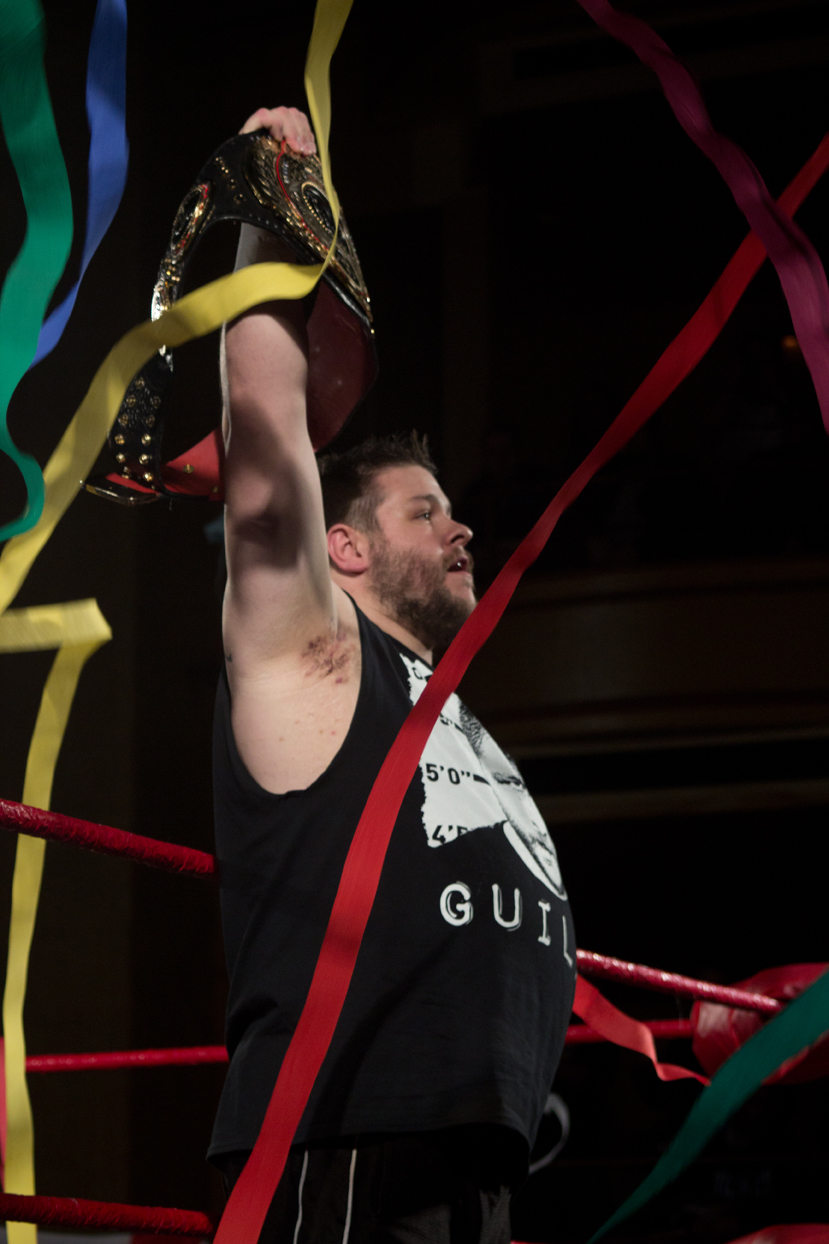
Steen là cựu vô địch thế giới ROH

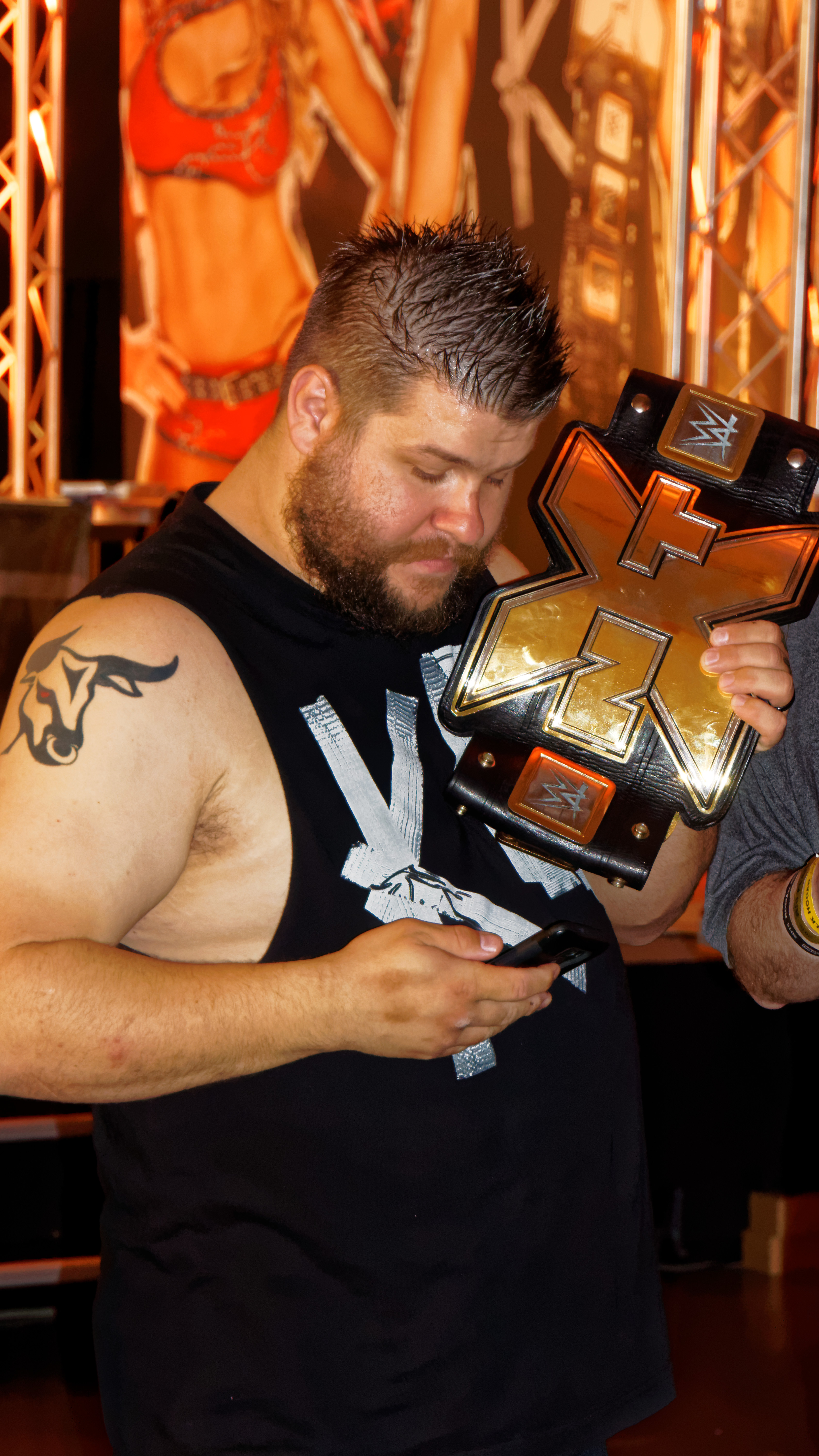
Steen (dưới tên võ đài là Kevin Owens) là nhà vô địch NXT.

  - AAW Heavyweight Championship (1 time)[40]
- Capital City Championship Combat
  - C*4 Championship (1 time)[41]
  - C*4 Tag Team Championship (1 time) – with Mike Bailey[42]
- Combat Revolution Wrestling
  - CRW Tag Team Championship (1 time) – with Pat Skillz[43]
- Combat Zone Wrestling
  - CZW Iron Man Championship (1 time)[44]
- Elite Wrestling Revolution
  - EWR Heavyweight Championship (2 times)[4]
  - Elite 8 Tournament (2005)
- International Wrestling Syndicate
  - IWS Canadian Championship (1 time)[41]
  - IWS World Heavyweight Championship (3 times)[4][45]
- North Shore Pro Wrestling
  - NSPW Championship (1 time)[41]
- Pro Wrestling Guerrilla
  - PWG World Championship (3 times)[46][47][48]
  - PWG World Tag Team Championship (3 times) – with El Generico (2) and Super Dragon (1)[49][50][51]
- Pro Wrestling Illustrated
  - Ranked #6 of the top 500 singles wrestlers in the PWI 500 in 2016[52][53]
- Ring of Honor
  - ROH World Championship (1 time)[54]
  - ROH World Tag Team Championship (1 time) – with El Generico[55]
- Rolling Stone
  - Best Heel (2015)[56]
  - Best Promos (2015)[57] Tied with John Cena
  - Best Storyline (2015)[56] vs. John Cena
  - Rookie of the Year (2015)[56]
  - WWE Match of the Year (2015)[56] vs. John Cena at Money in the Bank
- SoCal Uncensored
  - Match of the Year (2011) with Super Dragon vs. The Young Bucks on December 10[58]
  - Wrestler of the Year (2005, 2011, 2012)[58][59][60]
- Squared Circle Wrestling
  - 2CW Heavyweight Championship (1 time)[61]
  - 2CW Tag Team Championship (1 time) – with Jason Axe
- Wrestling Observer Newsletter
  - Best Brawler (2010–2012)[62][63][64]
  - Feud of the Year (2010) vs. El Generico[62]
- WWE
  - WWE Universal Championship (1 lần)
  - WWE Intercontinental Championship (2 lần)
  - WWE United States Championship (1 lần,hiện tại)
- WWE NXT
  - NXT Championship (1 time)

### Lucha de Apuesta record
| Winner (wager)     | Loser (wager)          | Location                | Event        | Date                 | Notes                                         |
| ------------------ | ---------------------- | ----------------------- | ------------ | -------------------- | --------------------------------------------- |
| El Generico (mask) | Kevin Steen (contract) | New York City, New York | Final Battle | 18 tháng 12 năm 2010 | This was an unsanctioned fight without honor. |